# Веселин Божков
Веселин Божков Божков е бивш председател на Комисията за регулиране на съобщенията от 29 ноември 2007 г. до 15 януари 2018 г.

## Биография
Учи е в Киевския държавен университет, а след това завършва с отличие Московския държавен университет „М. Ломоносов“, специалности „Политикономия“ и „Международни икономически отношения“. Защитава дисертация в Лондон и финанси в Световната банка във Виена, работил е в Испания.
Преди назначаването му на поста председател на КРС е заместник-председател на Комисията за защита на конкуренцията. Преди това е главен одитор в отделение „Евроинтеграция и средства от ЕС“ на Сметната палата, изпълнителен директор на „Фортуна“ ООД и др.
Преподавал е в УНСС, Българо-датския колеж за търговия и маркетинг, бил е гост-лектор в Московския държавен университет „М. Ломоносов“ и в Мадридския държавен университет.
Владее руски, испански и английски език. Женен е, има 2 деца – син и дъщеря.

## Публикации
- Автобиография[неработеща препратка]